# Mildiou de la pomme de terre
Phytophthora infestans
Espèce
Le mildiou de la pomme de terre est une maladie cryptogamique causée par un oomycète de la famille des Pythiaceae, Phytophthora infestans, micro-organisme eucaryote longtemps considéré comme un champignon. Répandue dans le monde entier, cette maladie est le principal ennemi des cultures de pommes de terre, et fut responsable de la grande famine européenne des années 1840 qui frappa particulièrement l'Irlande et la région écossaise des Highlands. Cette espèce affecte également les cultures de tomates et d'autres Solanaceae.

## Biologie
Les spores de cet oomycète hivernent sur des tubercules infectés, en particulier ceux qui ont été laissés sur le sol après la récolte de l'année précédente, ou conservés en tas, et sont rapidement disséminés par temps chaud et humide. Cela peut avoir des effets dévastateurs en détruisant des récoltes entières.
Les spores se développent sur les feuilles, se diffusant dans la culture quand la température dépasse 10 °C et le taux d'humidité 75 % pendant au moins deux jours. La pluie peut entraîner les spores dans le sol où ils peuvent infecter les jeunes tubercules. Les spores peuvent aussi être transportées par le vent sur de longues distances.
Les premiers stades du mildiou passent facilement inaperçus, et toutes les plantes ne sont pas touchées en même temps. Les premiers symptômes sont l'apparition de taches noires à l'extrémité des feuilles et sur les tiges. Une moisissure blanche peut apparaître à la face inférieure des feuilles par temps humide et la plante entière peut rapidement s'affaisser. Les tubercules infectés développent des taches grises ou noires qui deviennent brun-rougeâtre sous la peau, et pourrissent rapidement en une bouillie à odeur fétide sous l'effet d'infection secondaire par des pourritures bactériennes molles. Des tubercules apparemment sains peuvent pourrir plus tard en cours de stockage.

## Génétique
Le séquençage du génome de Phytophthora infestans a été achevé en 2009. On a constaté que ce génome est considérablement plus grand (240 Mb) que celui des autres espèces de Phytophthora dont le génome avait déjà été séquencé ; Phytophthora sojae a un génome de 95 Mb et Phytophthora ramorum de 65 Mb. Il contient aussi une variété différente de transposons et de nombreuses familles géniques codant des effecteurs (protéines) qui sont impliqués dans les propriétés pathogènes de l'oomycète. Ces protéines sont divisées en deux groupes principaux selon qu'elles sont produites par l'oomycète dans le symplasme (à l'intérieur des cellules végétales) ou dans l'apoplasme (entre les cellules végétales). Les protéines formées dans le symplasme comprennent les protéines RXLR, qui contiennent une séquence arginine-X-leucine-arginine (où X peut être n'importe quelle séquence d'acides aminés) à la terminaison aminée de la protéine. Les protéines RXLR sont des protéines d'avirulence, ce qui signifie qu'elles peuvent être détectées par la plante et provoquer une réponse hypersensible, tuant l'oomycète. Phytophthora infestans contient environ 60 % de plus de ces protéines que d'autres espèces de Phytophthora et cela peut lui permettre de vaincre les défenses de l'hôte plus rapidement. Celles trouvées dans l'apoplaste comprennent des enzymes hydrolytiques telles que protéases, lipases et glycosylases qui dégradent les tissus des plantes, des inhibiteurs d'enzymes pour la protection contre les enzymes de défense de l'hôte et des toxines nécrosantes. Globalement, le génome a un contenu répétitif extrêmement élevé (environ 74 %) et une distribution des gènes inhabituelle : certaines zones contiennent de nombreux gènes tandis que d'autres en contiennent très peu,.

## Histoire
Alors que la pomme de terre a été introduite en Europe depuis l'altiplano andin à la fin du XVIe siècle, le mildiou était inconnu en Europe et en Amérique du Nord jusqu'au milieu du XIXe siècle.
L'aire d'origine de Phytophthora infestans se situe vraisemblablement dans les hauts-plateaux du centre du Mexique. Une autre hypothèse est une origine dans les hauts-plateaux andins où le mildiou de la pomme de terre était probablement présent avant son arrivée en Europe. Les arguments qui militent pour une origine mexicaine sont la grande diversité génétique des souches présentes au Mexique et l'existence dans le Mexique central de résistance chez certaines plantes du genre Solanum, en particulier les espèces Solanum demissum et Solanum stoloniferum. Celles-ci ont été utilisées pour introduire des gènes de résistance au mildiou chez la pomme de terre cultivée,,.
La maladie du mildiou sur pommes de terre, qui semble être d'origine andine est observée pour la première fois aux États-Unis près de Philadelphie en 1843.
Elle apparait ensuite en Europe, dans le Nord de la France en 1844, en Belgique en 1845. Le vecteur de cette migration est probablement constitué par des tubercules contaminés.
Le mildiou est l'une des causes de la Grande famine en Irlande des années 1845–1851 qui provoqua la mort de faim de plus d'un million de personnes et l'émigration de deux autres millions d'Irlandais. L'espèce est génétiquement diversifiée,,, et très adaptable. Elle contourne les défenses de son hôte et les pesticides successivement inventés ou utilisés, donnant lieu à de possibles et périodiques résurgences, que les phytopathologistes tentent de suivre ou anticiper, dont en France et en Europe où l'on cherche à repérer d'éventuelles lignées nouvelles plus agressives. Par le moyen de la génomique on cherche aussi à mieux comprendre les facteurs de virulence en cause.
On a ainsi récemment observé en Angleterre et dans le nord-ouest européen l'apparition au sein de la population de P. infestans une lignée émergente, envahissante et agressive dite « 13_A2 » ; génotype nouveau présentant un taux élevé de polymorphisme de séquence et d'un niveau remarquable de variation de l'expression des gènes lors de l'infection, et notamment des gènes effecteurs dont on suppose qu'ils jouent un rôle majeur dans la pathogénicité du parasite. Cette lignée touche des cultivars de pommes de terre antérieurement résistantes.

## Utilisation comme arme biologique

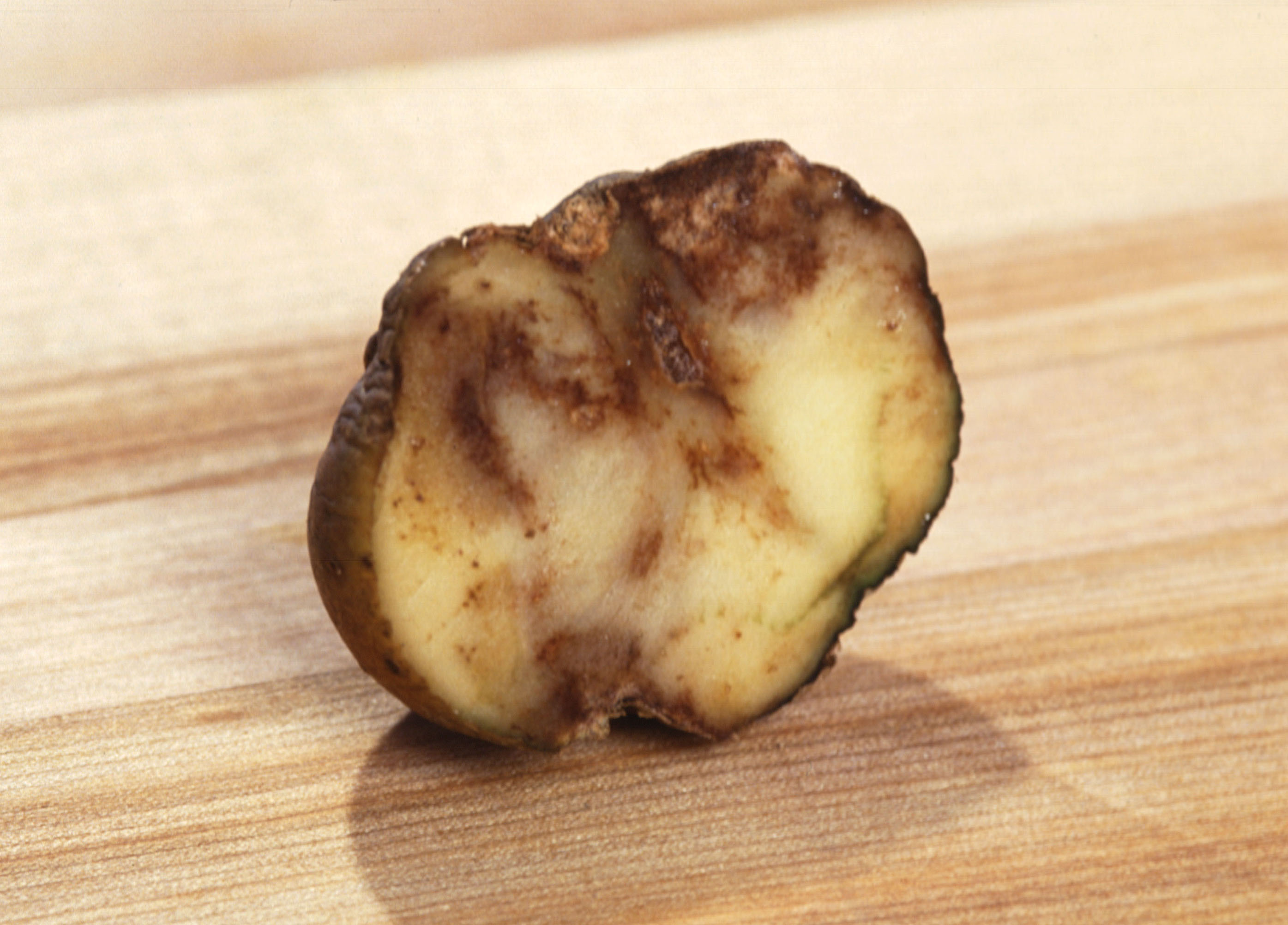
Tubercule de pomme de terre atteint par le mildiou

Le mildiou de la pomme de terre fut l'un des plus de 17 agents que les États-Unis ont étudiés comme armes biologiques potentielles avant que le programme d'armes biologiques ne soit suspendu. La France, le Canada, les États-Unis et l'Union soviétique ont également fait des recherches sur Phytophthora infestans comme arme biologique dans les années 1940 et 1950.